# 火媒草
火媒草（学名：Olgaea leucophylla）是菊科蝟菊属的植物。分布于蒙古以及中国大陆的山西、内蒙古、宁夏、东北、陕西、甘肃等地，生长于海拔750米至1,730米的地区，一般生长在草地、农田或水渠边，目前尚未由人工引种栽培。

## 别名
鳍蓟（东北植物检索表）

## 异名
- Olgaea leucophylla (Turcz.) Iljin var. albiflora Y. B. Chang